# Evil Dead II – Dead by dawn
Evil Dead II – Dead by dawn, amerikansk skräckfilm från 1987.

## Handling
Ash och hans flickvän Linda åker till en, som de tror, övergiven stuga i skogen. I stugan hittar Ash en bandsspelare på vilken stugans tidigare ägare har spelat in sin uppläsning av Necronomicon - de dödas bok. Bandet väcker onda demoner till liv i skogen...

## Om filmen
Evil Dead II – Dead by dawn är regisserad av Sam Raimi. 
Filmen är en uppföljare på The Evil Dead. De första 7 minuterna av Evil Dead 2 är i princip en kort resumé av ettan, men det finns även andra sekvenser senare i filmen där handlingen är hämtad från ettan. Evil Dead 2 är till skillnad från ettan inte en renodlad skräck-/splatterfilm, utan innehåller även tydliga humorinslag av typen slapstick.

## Rollista
- Bruce Campbell - Ashley Ash J. Williams
- Sarah Berry - Annie Knowby
- Kassie DePaiva - Bobbie Joe
- Dan Hicks - Jake
- Denise Bixler - Linda
- Richard Domeier - Ed Getley